# یون میکلسون
یون میکلسون (سوئدی: John Mikaelsson؛ ۶ دسامبر ۱۹۱۳ – ۱۶ ژوئن ۱۹۸۷) دونده دو پیاده‌روی سرعت اهل سوئد بود.
وی در مسابقات کشوری و بین‌المللی در مجموع برندهٔ ۳ مدال طلا، ۱ مدال برنز شده‌است.